# Fingal (Dakota del Norte)
Fingal es una ciudad ubicada en el condado de Barnes en el estado estadounidense de Dakota del Norte. En el censo de 2010 tenía una población de 97 habitantes y una densidad poblacional de 90,03 personas por km².

## Geografía
Fingal se encuentra ubicada en las coordenadas 46°45′45″N 97°47′35″O / 46.76250, -97.79306. Según la Oficina del Censo de los Estados Unidos, Fingal tiene una superficie total de 1.08 km², de la cual 1.08 km² corresponden a tierra firme y (0%) 0 km² es agua.

## Demografía
Según el censo de 2010, había 97 personas residiendo en Fingal. La densidad de población era de 90,03 hab./km². De los 97 habitantes, Fingal estaba compuesto por el 96.91% blancos, el 1.03% eran afroamericanos, el 2.06% eran amerindios, el 0% eran asiáticos, el 0% eran isleños del Pacífico, el 0% eran de otras razas y el 0% pertenecían a dos o más razas. Del total de la población el 0% eran hispanos o latinos de cualquier raza.